# 土屋瞳
土屋瞳（つちや ひとみ、1982年1月11日 - ）は放送作家・脚本家。

## 来歴・人物
宮城県出身。TOKYO FM、SCHOOL OF LOCK!では「ひっつ」という名で出演。番組構成作家補佐や2011年まではバトルクイズ★キャッシュアンドリリースの挑戦者発表を務めていた。

## 担当作品・番組
- ハツカレ

その他多数。